# FAI rent-a-jet
La FAI rent-a-jet AG (Flight Ambulance International) è una compagnia aerea basata in Germania. Opera voli charter executive e servizi di aeroambulanza, oltre a servizi di leasing e gestione di aerei. La FAI impiega aerei jet  dalla sua base di Norimberga per i suoi servizi di aeroambulanza e jet executive.

## Storia
La compagnia venne fondata nel 1987 con il nome di IFA-Flugbetriebs GmbH, totalmente controllata e sussidiaria di un club privato non-profit, il IFA Internationale Flug Ambulanz e.V. Nel 1989, la compagnia fu privatizzata e rischierata come "Flight Ambulance Service". Nel 1992 FAI rilevò il dipartimento aeronautico di Grundig AG, come parte di una strategia di esternalizzazione e venne strutturata con l'attuale assetto societario. Nel 2003 la compagnia cambiò nome da FAI Airservice in FAI rent-a-jet. Nel 2014, FAI ha generato profitti per oltre 73 milioni di euro.
A partire dal luglio 2015, il 100% della compagnia è di proprietà della Axtmann Holding AG.

## Flotta
La flotta di FAI rent-a-jet, al maggio 2019 comprende i seguenti aeromobili:
- 7 Bombardier Global Express
- 4 Bombardier Challenger 604S
- 1 Bombardier Challenger 850
- 10 Learjet 60
- 1 Beechcraft Premier 1A
- 1 Beechcraft King Air 350

Alcuni Learjet sono stanziati ad Dakar, in Kabul, in favore delle missioni di pace in Africa Occidentale.